# Luc Frémiot
Pour les articles homonymes, voir Frémiot.
Luc Frémiot, né le 13 août 1951 à Neuilly-sur-Seine, est un magistrat français.

## Carrière
Titulaire d'un DEA de droit pénal, Luc Frémiot commence sa carrière de magistrat en tant que substitut au TGI de Boulogne-sur-Mer le 1er janvier 1981.
Il est ensuite nommé juge d'instruction au TGI de Lille à compter du 1er juillet 1982.
Il revient comme premier substitut au TGI de Boulogne-sur-Mer à compter du 1er septembre 1986.
Il est nommé substitut général à la cour d'appel de Douai à compter du 1er septembre 1992.
Luc Frémiot est nommé procureur de la République près le TGI de Douai à compter du 1er janvier 2003.
Il retrouve le poste de substitut général à la cour d'appel de Douai à compter du 1er janvier 2010.
Il prend sa retraite le 1er novembre 2018. Depuis cette date, il exerce comme consultant dans le cabinet d’avocats Ravet & Associés, à Rennes, spécialisé en droit bancaire et financier.

## Activités juridiques, sociales et littéraires
Luc Frémiot se fait connaître par la politique pénale qu'il met en place pour lutter contre les violences conjugales,, prônant notamment l'éviction des maris brutaux du domicile. Son travail pousse le Premier ministre Jean-Pierre Raffarin à déclarer la violence contre les femmes « grande cause nationale » puis la ministre des Droits des femmes Najat Vallaud-Belkacem pour son plan triennal contre les violences faites aux femmes. Ses prises de positions sont citées jusqu'au Japon.
Il est célèbre pour avoir représenté l'accusation dans des procès médiatiques comme celui des frères Jourdain en 2000, du Gang de Roubaix en 2001, de Francis Evrard en 2009 ou encore d'Alexandra Lange en 2012, femme battue acquittée ayant tué son mari violent en état de légitime défense.
Il publie en 2014 un livre intitulé Je vous laisse juges aux éditions Laffont.
Marc Lavoine interprète Luc Frémiot dans le téléfilm L'Emprise en janvier 2015. Ce premier dira d’ailleurs à propos du magistrat que « c’est un juste qui se bat contre les a priori et ne se laisse pas influencer par les idées reçues ou les évidences ».
Le 6 mars 2018, il fait partie du jury du concours d'éloquence #BalanceTonSpeech, organisé par Women Safe et Sciences Po Saint-Germain-en-Laye, en soutien aux femmes victimes de violences.

## Publications
- Je vous laisse juges… Confidences d'un magistrat qui voulait être libre, 2014, éditions Michel Laffont.
- La Vengeance d'une Femme, 2018, éditions Michalon.
- « Au clair de la lune « , 2019,Éditions Michalon.
- "Adultère.", Récit, Édition Michalon, 2020
- "Non-assistance à femmes en danger", Édition L'Observatoire, 2021